# Рене Етьємбль
Рене Етьє́мбль (26 січня 1909 р., м. Маєнн, департамент Майєнн – 7 січня 2002 року у Віньї, Марвіль-Мутьє-Брюле, департамент Ер і Луар), — французький синолог, професор університету та есеїст. На посаді професора Паризької Сорбони (1955—1978) був одним із зачинателів порівняльного літературознавства .

## Біографія
Рене Етьємбль відвідував гімназію в Лавалі, а після бакалаврату переїхав до Парижа, щоб у Ліцеї Людовіка Великого підготуватися до вступних іспитів до Вищої нормальної школи, до якої він вступив 1929 року і закінчив 1932 року з так званим дипломом агрегації. З 1933 до 1936 рр. був стпендіатом Фундації Тьєра, яка опікується молодими і перспективними науковцями.
1988 року отримав премію Бальзана за досягнення в порівняльному літературознавстві.

## Праці
- Міф Рембо — структура міфу / Le mythe de Rimbaud — Structure du mythe, Gallimard, Paris 1952,
  - Нове видання зі сторінками, які були вилучені цензурою: Gallimard 1961 ISBN 2-07-022260-8
- Tong Yeou Ki ou Le Nouveau Singe pèlerin, 1958, Gallimard, Paris
- Blason d'un corps, 1961, Gallimard, Paris
- Чи знаєте ви Китай? / Connaissons-nous la Chine?, 1964, Gallimard, Paris
- Чи говорите ви франглійською? / Parlez-vous franglais?, 1964, Gallimard, Paris (про французько-англійський суржик)
- Єзуїти в Китаї / Les Jésuites en Chine, 1973, Gallimard, Paris
- Мої протиотрути / Mes contre-poisons, Gallimard, 1974, essai
- Сорок років мого маоїзму / Quarante ans de mon maoïsme : 1934—1974, Gallimard, 1976, essai
- Як читати японський роман / Comment lire un roman japonais ?, 1980, essai
- Кіото Кавабати / Le Kyoto de Kawabata, 1980
- Trois femmes de race, Gallimard, 1981
- Декілька есе про універсальну літературу / Quelques essais de littérature universelle, 1982, Gallimard, Paris
- Rimbaud, système solaire ou trou noir ?, PUF, 1984, essai
- Le Cœur et la Cendre: Soixante ans de poésie, 1985
- Расизми / Racismes, Arléa, 1986, essai
- Précédé de Les racismes vécus par Jeanine Kohn-Étiemble.
- L'Érotisme et l'Amour, Arléa, 1987, essai
- Ouverture(s) pour un comparatisme planétaire, Christian Bourgois, 1988, essai
- Lignes d'une vie: Naissance à la littérature ou Le Meurtre du Père, Arléa, 1988, mémoires
- Китайська Європа: від Римської імперії до Лейбніца / L'Europe chinoise, I : De l'Empire romain à Leibniz, Gallimard, 1988, essai
- Китайська Європа: від китаєфілії до китаєфобії / L'Europe chinoise, II: De la sinophilie à la sinophobie, Gallimard, 1989, essai
- Lignes d'une vie 2 : Naissance à la politique ou Le meurtre du petit père, Arléa, 1990, mémoires
- Vingt-cinq ans après, 1991
- Nouveaux essais de littérature universelle, Gallimard, 1992, essai
- Propos d'un emmerdeur: Entretiens sur France Culture avec Jean-Louis Ezine, Arléa, 1994, entretiens Coécrit avec Jean-Louis Ezine.
- Про гайку / Du haïku, Kwok On, 1995, essai